# SYPL1
SYPL1 (англ. Synaptophysin like 1) – білок, який кодується однойменним геном, розташованим у людей на короткому плечі 7-ї хромосоми. Довжина поліпептидного ланцюга білка становить 259 амінокислот, а молекулярна маса — 28 565.
| 10         |  | 20         |  | 30         |  | 40         |  | 50         |
| ---------- |  | ---------- |  | ---------- |  | ---------- |  | ---------- |
| MAPNIYLVRQ |  | RISRLGQRMS |  | GFQINLNPLK |  | EPLGFIKVLE |  | WIASIFAFAT |
| CGGFKGQTEI |  | QVNCPPAVTE |  | NKTVTATFGY |  | PFRLNEASFQ |  | PPPGVNICDV |
| NWKDYVLIGD |  | YSSSAQFYVT |  | FAVFVFLYCI |  | AALLLYVGYT |  | SLYLDSRKLP |
| MIDFVVTLVA |  | TFLWLVSTSA |  | WAKALTDIKI |  | ATGHNIIDEL |  | PPCKKKAVLC |
| YFGSVTSMGS |  | LNVSVIFGFL |  | NMILWGGNAW |  | FVYKETSLHS |  | PSNTSAPHSQ |
| GGIPPPTGI  |  |            |  |            |  |            |  |            |

A: Аланін

C: Цистеїн

D: Аспарагінова кислота

E: Глутамінова кислота

F: Фенілаланін

G: Гліцин

H: Гістидин

I: Ізолейцин

K: Лізин

L: Лейцин

M: Метіонін

N: Аспарагін

P: Пролін

Q: Глутамін

R: Аргінін

S: Серин

T: Треонін

V: Валін

W: Триптофан

Локалізований у мембрані, цитоплазматичних везикулах.